# Bataillon résistant FFI de la centrale d'Eysses
Le bataillon résistant FFI de la centrale d'Eysses a été constitué par les 1 200 prisonniers politiques résistants de la zone Sud regroupés par le gouvernement de Vichy dans le Centre de détention d'Eysses à Villeneuve-sur-Lot. Eysses est devenue, par la constitution de ce bataillon clandestin, la conquête de droits d'organisation, de formation et de représentation, une prison dans la Résistance.
Ce bataillon fut l'acteur d'un épisode unique de la Résistance, l'insurrection d'Eysses : une tentative d'évasion collective le 19 février 1944 dont l'objectif était de rejoindre les maquis de la région. Après l'échec de cette tentative, la répression de Vichy est terrible : condamnation à mort et exécution de douze prisonniers, déportation des 1 200 autres détenus  à Compiègne, puis dans le camp de concentration de Dachau. 400 d'entre eux n'ont pas survécu à la déportation.
Les survivants ont créé dès leur retour du camp de Dachau l'« Amicale des anciens détenus patriotes de la Centrale d'Eysses ».

## De la Résistance à la centrale d'Eysses

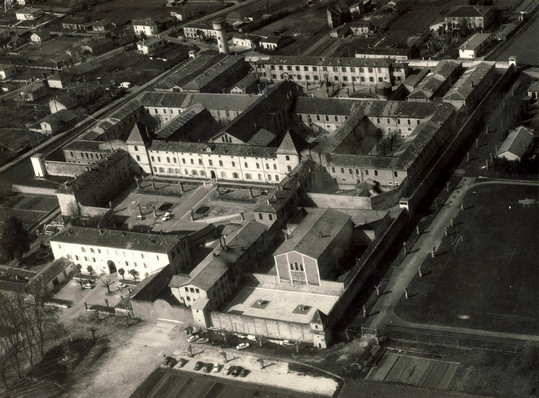
Vue aérienne de la centrale d'Eysses, à Villeneuve-sur-Lot
Photo Ray Delvert

Entre deux épisodes majeurs de la Seconde Guerre mondiale, la victoire de l’armée soviétique à Stalingrad sur l’armée du Reich le 2 février 1943 et le débarquement des alliés en Normandie le 6 juin 1944, le combat de la Résistance s'intensifie contre les nazis et l’État français de Vichy. Avec sa milice (parti, police et armée supplétive de la Gestapo, prêtant serment à Hitler), le gouvernement de Vichy fait régner un régime de terreur en instituant une section spéciale des tribunaux afin d'éliminer tous les résistants. Leurs décisions arbitraires multiplient les incarcérations dans les prisons françaises.
Pour freiner les nombreuses évasions qui s'ensuivent, le gouvernement de Vichy décide de regrouper les 1200 résistants prisonniers de zone sud dans la centrale d'Eysses, considérée comme plus sûre. Le 15 octobre 1943, un train se forme ; il transporte les résistants enfermés dans les prisons de Riom, Saint-Étienne, Lyon, Aix, Toulon, Nice, Marseille, Nîmes, Tarbes et Montpellier… jusqu’à la « maison de concentration » d’Eysses. Ce train devient « le train de la Marseillaise », entonnée par ces hommes durant tout le trajet. Les rejoindront plus tard des résistants emprisonnés à Douai, Paris et ailleurs, puis 168 internés administratifs des camps de Saint-Sulpice-la-Pointe, Nexon et Saint-Paul d’Eyjaux, incarcérés sans décision de justice.
Début 1944, avec 1430 condamnés politiques passés dans ses murs, la prison centrale d’Eysses concentre 70 % du total des condamnés politiques détenus dans les prisons françaises (le total des résistants ayant été emprisonnés à Eysses entre 1940 et 1944 s'élève à 1836).

## Eysses, une prison dans la Résistance
Cette nouvelle population carcérale d’Eysses réunit des cadres syndicaux et politiques, des jeunes (60 % ont moins de 30 ans) pour qui la Résistance est souvent le premier engagement. Des antifascistes espagnols, italiens, polonais, allemands et autrichiens les ont rejoints.
Ce sont des hommes de toutes origines sociales ou géographiques, appartenant à la Résistance dans sa diversité : des communistes (dont la proportion est nettement majoritaire) et des gaullistes, des membres des mouvements Combat, Franc-Tireur, Libération, FTPF... et quelques membres des réseaux Buckmaster (dont réseau polonais F1) et Intelligence service.
Il s’agit d’un échantillon très représentatif des résistants emprisonnés par les autorités françaises. Ils s'unissent et s'organisent au sein d'un Collectif des détenus résistants, animé par un Comité directeur clandestin pluraliste (comprenant notamment Henri Auzias, Stéphane Fuchs, Victor Michaut, Pierre Doize et Paul Weil, dont les noms ont été attribués à des rues de Villeneuve-sur-Lot autour de la prison d'Eysses).

### La conquête de droits d'organisation, de formation et de représentation
Par la conjonction du surpeuplement, du changement de nature des prisonniers, des relations de respect mutuel avec le personnel pénitentiaire, de leur unité, de leur discipline et de leur détermination, les détenus patriotes  parviennent à gagner la bienveillance du directeur de la prison Jean-Baptiste Lassalle, un fonctionnaire républicain, et l'aide active de l'économe Fougeroux et d'une partie du personnel, notamment du gardien-chef Dumas. Peu à peu, l'ordre social de la prison est renversé. Les détenus gagnent de fait ce que le régime de Vichy a toujours refusé aux résistants : un régime de détention politique plus favorable.
Les détenus obtiennent des délégués élus au niveau de chaque préau, représentatifs des différents courants de la Résistance, porteurs de revendications et de droits : 
- droit de s’habiller en civil ;
- droit de parler, de circuler, de s’organiser en occupant des postes clés : infirmerie, économat, coiffeur, bureau de solidarité, bibliothèque, commission spectacles

- droit de  recevoir plus largement  des livres d’étude, des colis, des parents ;
- droit de se réunir, droit de s’informer, de s’éduquer dans ce qui sera une véritable université des savoirs.

Pour porter ces revendications auprès de la direction de la prison, les résistants élisent deux délégués : Henri Auzias (communiste) et Stéphane Fuchs (gaulliste).
- droit d’organiser des fêtes  pour les dates importantes (Noël, Pâques, Les Cendres, …)

Ils obtiennent l'autorisation de donner des cours et Eysses devient une véritable université populaire : des paysans aux médecins en passant par des étudiants, tel le futur prix Nobel de physique Georges Charpak, chacun partage ses savoirs. Eysses devint un lieu de débats, de rencontres et de réflexion citoyenne, de création artistique (dessins, poèmes, chants...) moyens d’oublier la souffrance, de magnifier le quotidien et de s’inscrire dans l’histoire.
Cette volonté d’instruction, cette soif de connaissance, cette émulation culturelle s’inscrivent dans le projet de reconstruction du pays porté par le Conseil National de la Résistance. Le résistant n'est plus ce bagnard soumis, silencieux, au garde-à-vous, tondu. Il redevient ce qu'il n'est plus même à l'extérieur, sous Vichy, un citoyen libre de penser et d'agir... mais à l'intérieur de murs bien gardés. Cette organisation de la vie dans la Centrale a pu être appelée par les anciens détenus la « République d'Eysses ».

### Un bataillon FFI  clandestin  à Eysses

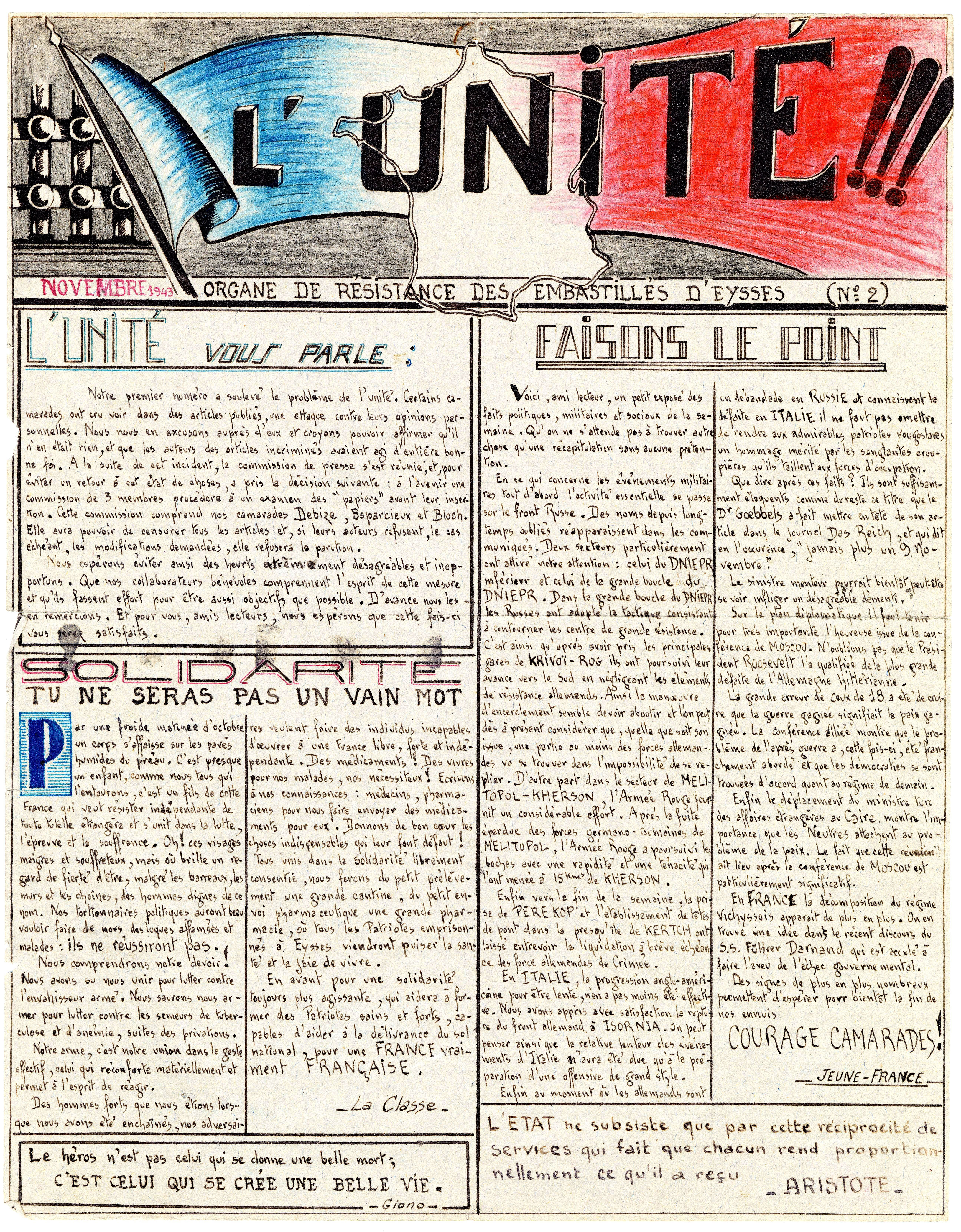
"L'Unité, organe de résistance des embastillés d'Eysses"

École de la vie et de la solidarité (comme en témoigne le partage des mandats et des colis dans les « gourbis »), exemple d’engagement et de sacrifice (beaucoup de résistants étaient fiancés, mariés ou pères), Eysses devient aussi un lieu de manifestations patriotiques et festives, avec des moments de communion collective comme le 11 novembre 1943 où drapeaux et cocardes étaient arborés tandis qu'on entendait poèmes et chants patriotiques : la Marseillaise, le Chant du départ, le Chant des FTP. Une pièce de théâtre, France d'abord, écrite par Paul Deguilhem, résistant détenu à Eysses, mort au camp de concentration de Dachau le 6 février 1945, a même été interprétée par trois autres détenus résistants.
Toujours clandestinement, des journaux sont réalisés et affichés dans les préaux, un poste de radio permet de capter Radio-Londres et Radio-Moscou et de donner des nouvelles quotidiennes de l'avancée des troupes alliées ou des succès de la résistance extérieure. Des armes sont introduites dans la prison par l’intermédiaire de gardiens résistants. Les photographies prises entre octobre 1943 et février 1944 témoignent de l'unité et de la détermination des détenus résistants.
Les libertés reconquises derrière les hauts murs de la centrale d'Eysses, l'unité de tous les courants de la résistance interne en lien avec les surveillants résistants et avec la résistance extérieure, ont permis de constituer un véritable bataillon FFI, seul exemple dans une prison française.
Ce bataillon FFI clandestin, doté d’un état-major et d’un service de renseignement, regroupe 4 compagnies divisées en sections et petits groupes de 10 à l’image de l’armée française, et un groupe de républicains espagnols. Tous encadrés par des sous-officiers, des gradés, des cadres FTP et Corps Francs ; des moniteurs sportifs assurent l’instruction militaire sous couvert d'éducation physique afin de préparer une évasion collective en unités combattantes pour rejoindre les maquis.
Le bataillon FFI de la centrale d'Eysses est officiellement homologué le 24 novembre 1947, et reconnu comme « unité combattante » le 8 avril 1990.

### Les Trois Glorieuses
Cette organisation montre son efficacité les 8, 9 et 10 décembre 1943, baptisés par les résistants « les 3 glorieuses ». Ils s'opposent alors à 150 G.M.R. (Groupes Mobiles de Réserve, unités paramilitaires de Vichy) pour refuser le transfert en zone occupée des 159 internés administratifs et leur livraison aux nazis. Face à la mobilisation des 1200 détenus résistants, désarmés mais unis et décidés, une négociation entre les délégués résistants, le préfet, l’intendant régional de police et le directeur adjoint de l’administration pénitentiaire aboutit à un accord. C'est une première et importante victoire pour le Collectif des détenus résistants. Les internés administratifs sont envoyés au camp de Carrère puis à Sisteron d’où beaucoup s’évadent en janvier puis en juin 1944. Les FTPF y libèrent les derniers internés le 21 juillet 1944.

### La fête de la jeunesse

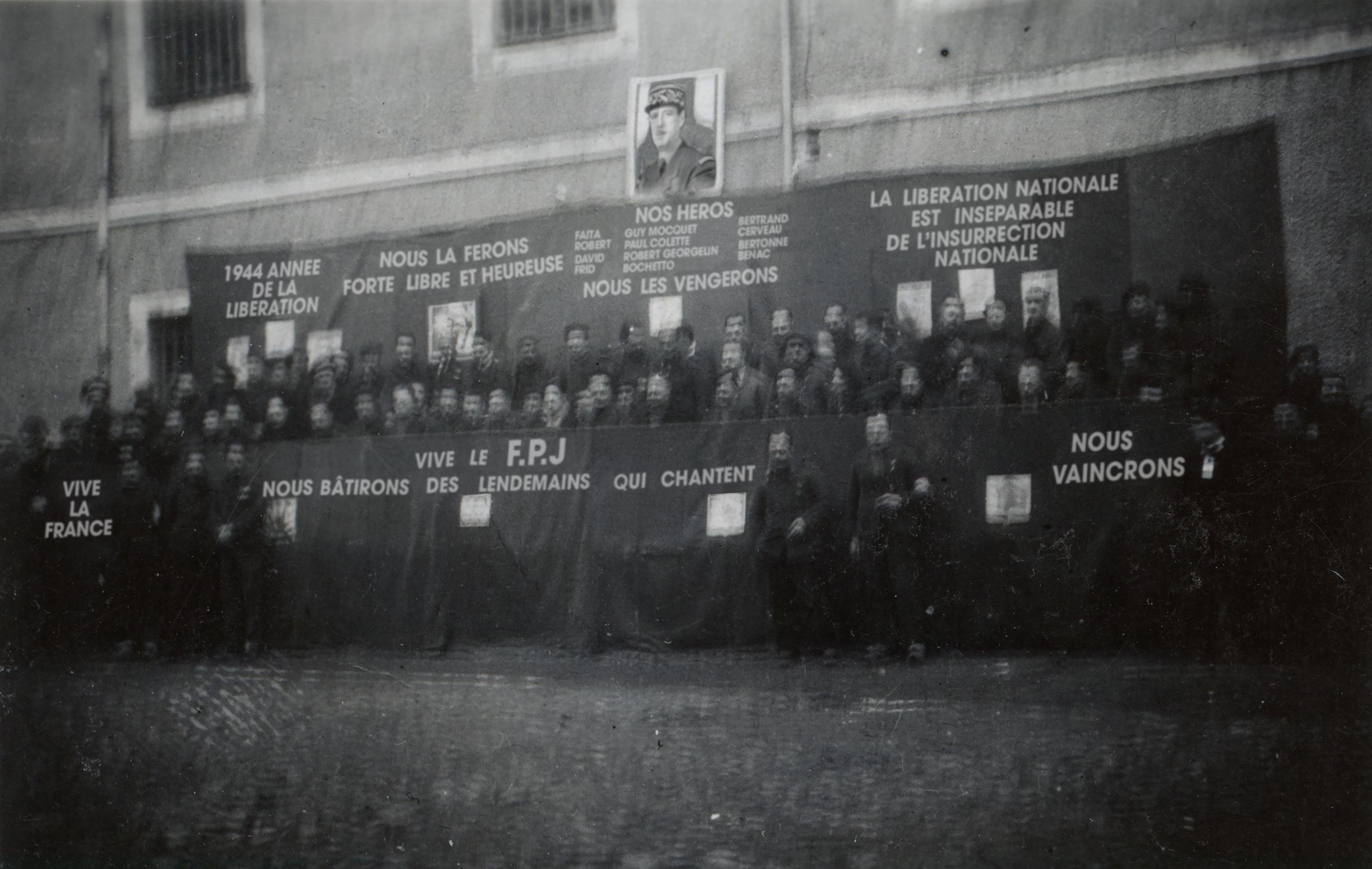
16 janvier 1944 à la centrale d'Eysses

Autre exemple unique dans la France occupée, le 16 janvier 1944, un meeting politique se tient à la centrale sous le portrait du général de Gaulle pour « une France libre et heureuse ».
Cette assemblée se tient clandestinement à l'occasion de la « Fête de la jeunesse » organisée par le collectif des détenus. De véritables compétitions sportives sont organisées entre les quatre préaux. 400 jeunes détenus participent aux différentes épreuves : courses de vitesse, sauts, courses de fond, lancer du disque et du poids.
Après l’évasion de 54 détenus du quartier cellulaire début janvier, il s’agit de canaliser l’ardeur des jeunes, de contribuer à maintenir le moral au plus haut et de cimenter l’unité du groupe.
Cette photographie témoigne de l’unité de la Résistance au sein d’une prison, et de la force de ce Collectif d'Eysses, capable d'organiser au sein même de la prison une telle manifestation.

## L'insurrection du 19 février 1944

### La préparation
Une aide extérieure est apportée aux emprisonnés d’Eysses très rapidement après leur arrivée. Malgré un contexte de terreur, les contacts sont établis avec la Résistance de Villeneuve et le Secours National de la ville dirigé par des antifascistes allemands.
En décembre 1943, l’état major national des FTPF envoie un officier préparer l’évasion collective d’Eysses.
Les comités d’action paysanne aident au ravitaillement et les mouvements de résistance se chargent de trouver des points de chute, des camouflages, des papiers et des points de ralliement avec les maquis du Lot-et-Garonne et Dordogne Sud. Le CNR, avec Serge Ravanel, supervise ce projet d’évasion.
Le 23 décembre 1943, les résistants d’Eysses organisent une première évasion d’un des leurs pour contacter la résistance extérieure. Des armes sont promises, mais ne sont jamais livrées (voir le témoignage de Serge Ravanel).
Une seconde évasion de 54 membres de l’Intelligence Service, du réseau Buckmaster et de l’Armée secrète, isolés des résistants d’Eysses au quartier cellulaire, réussit le 3 janvier 1944 avec la complicité de deux surveillants.
Cette importante évasion du quartier cellulaire amène le gouvernement de Vichy à nommer un nouveau directeur, le milicien Schivo. Eysses prison milicienne sous la surveillance de l’armée d’occupation, ce nouveau contexte répressif précipite le projet d’évasion collective.

### L'insurrection
Le 19 février au matin, profitant d'une visite de la prison par un inspecteur général de Vichy, les détenus font prisonnier ce dernier, le directeur et ses adjoints. Ils se rendent maîtres de la totalité de la prison. Ils sont sur le point de sortir quand l'alerte est donnée.
Les combats durent près de vingt-quatre heures. Le manque d'armes met le bataillon FFI en situation d'infériorité. Cernés par les GMR et menacés de bombardements par l’artillerie allemande, les résistants doivent renoncer après d'ultimes négociations menées jusqu'à 4h du matin entre l'état-major du bataillon et les autorités de Vichy.
Malgré la parole donnée par le directeur de la prison, qui leur avait promis la vie sauve en échange de leur reddition, la répression de Vichy est terrible : 50 otages sont enfermés au quartier cellulaire pour être exécutés et des détenus sont torturés.
Une cour martiale composée de trois juges anonymes - identifiés par l'historien Jean-Pierre Koscielniak en 2019 - se réunit dans la prison, sans procureur ni avocat, sur ordre personnel de Joseph Darnand, chef de la Milice et secrétaire général au maintien de l'ordre du gouvernement de Vichy. Elle condamne à mort 12 résistants et les fait aussitôt exécuter le 23 février 1944 par un peloton de 72 GMR. Ces résistants morts en chantant la Marseillaise sont enterrés clandestinement de nuit au cimetière Sainte-Catherine de Villeneuve-sur-Lot.
Cette insurrection de la prison d'Eysses, devenue rebelle, eut un retentissement national dans la presse et à la radio. L’événement fut repris par Radio-Londres dans son émission de 8 heures le 12 mars 1944.

### Les douze fusillés d’Eysses

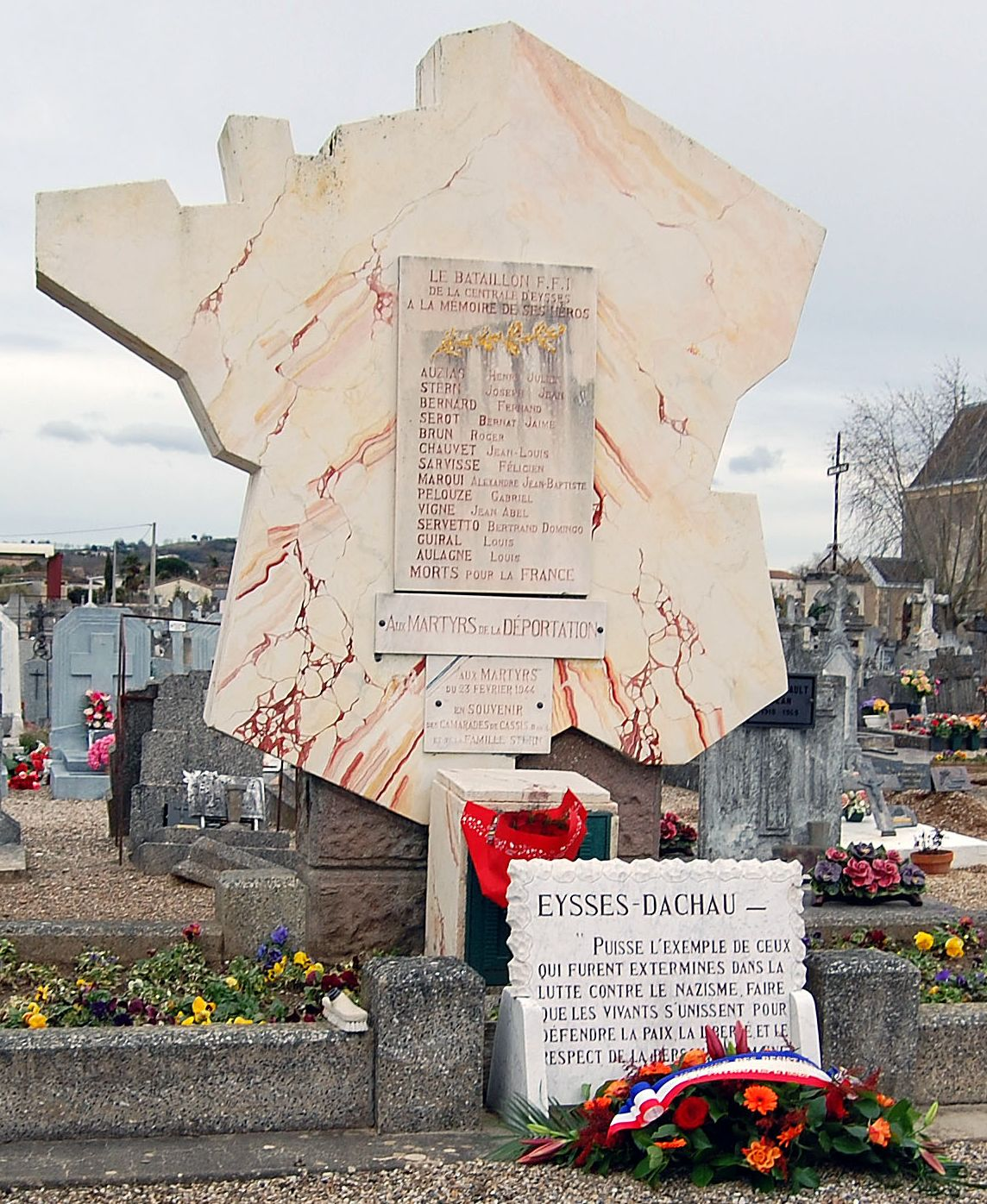
Monument du cimetière Ste Catherine de Villenuve-sur-Lot, en hommage aux 12 fusillés d'Eysses et aux morts en déportation

Douze résistants sont fusillés : Henri Auzias, Fernand Bernard, Roger Brun, Jean Chauvet, Louis Guiral, Alexandre Marqui, Gabriel Pelouze, Émile-Félicien Sarvisse, Jaime Sero Berna, Domenec Serveto Bertan, Joseph Stern, Vigne Jean, auxquels s’ajoute Louis Aulagne, tué au combat.
Les 38 autres otages du quartier cellulaire ne sont pas fusillés grâce à la médiation du commissaire de police de Toulouse Llaoury, lié à la Résistance, et du préfet du Lot-et-Garonne Tuaillon. Ils sont transférés à la prison de Blois à la mi-mai 1944.
De février à mai 1944, le préfet Tuaillon fait libérer 75 résistants dont les peines étaient terminées mais que la milice voulait garder emprisonnés, leur sauvant ainsi la vie. Cela lui valut d’être arrêté par la Gestapo et déporté à son tour.
Seule révolte armée en milieu carcéral au cours de l’occupation, le soulèvement collectif du 19 février 1944 a permis au bataillon FFI de se rendre maître de la prison. Le manque de soutien extérieur n’a pas permis la réussite de l'évasion.

### La déportation à Compiègne puis Dachau

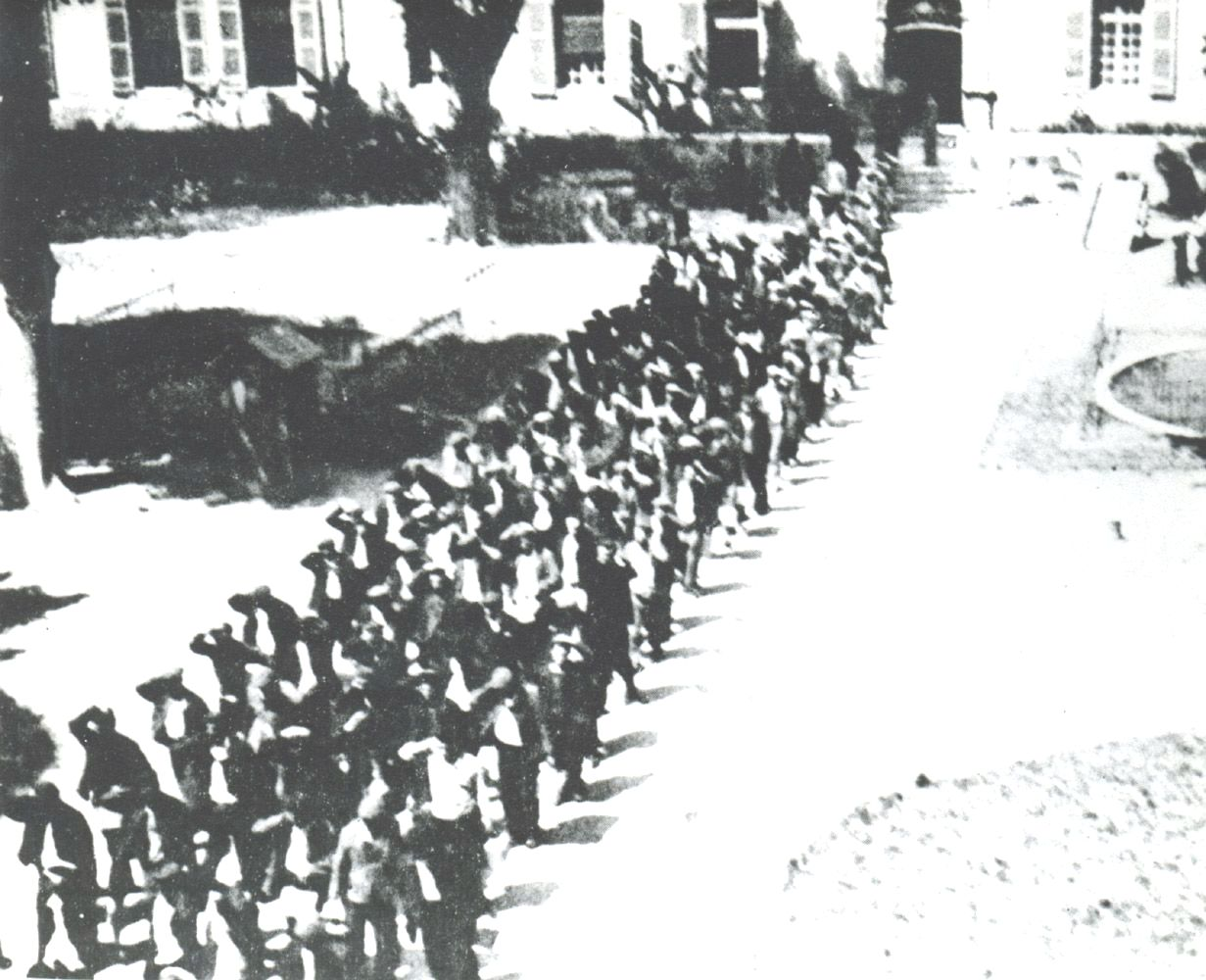
Livraison des 1200 détenus résistants de la centrale d'Eysses à la division SS Das Reich, sur décision du gouvernement de Vichy

À l’exception des 15 détenus très malades qui restent à la Centrale, les 1087 autres résistants d’Eysses sont livrés le 30 mai 1944 par l’État français de Vichy à la division S.S. Das Reich, connue pour ses atrocités notamment à Oradour, Tulle et Lacapelle-Biron.
Près de mille prisonniers sont chargés dans des camions à destination de la gare de Penne. Mais une centaine doit effectuer le trajet à pied sous les hurlements et les coups des SS. Ainsi sera assassiné le républicain espagnol Angel Huerga. Transférés au camp de Compiègne, où ils arrivent le 2 juin, ils sont déportés à Dachau par le convoi du 18 juin 1944. 56 résistants dont les 38 otages de Blois sont transférés à Compiègne le 16 juin, puis déportés à Dachau par le sinistre train de la mort du 2 juillet 1944,.
Après leur arrivée au camp de concentration de Dachau, camp modèle des SS, le premier ouvert au printemps 1933 pour enfermer les opposants politiques à Hitler, certains d’entre eux sont transférés dans d’autres camps : Mauthausen, Flossenburg, Buchenwald, Auschwitz, Struthof, Neuengamme, Bergen-Belsen, Gross-Rosen, Sachsenhausen. Morts de faim, de soif, du travail forcé et gratuit pour la grande industrie allemande (en particulier BMW et SIEMENS), des coups, des tortures, des maladies, des expérimentations médicales, 400 des résistants d’Eysses y laissent leur vie. Les autres restent marqués à jamais dans leur chair, une partie d’eux-mêmes étant morte dans l'enfer nazi. Le camp de concentration de Dachau est libéré le 29 avril 1945.
Après la déportation massive, la guerre continuant, la prison d’Eysses reçoit encore 220 résistants. Elle fut libérée par le maquis le 19 juillet 1944.

## L'Association pour la Mémoire des résistants et déportés d'Eysses

### L'Amicale des anciens détenus patriotes de la Centrale d'Eysses
Les résistants emprisonnés ont su se rassembler autour des valeurs républicaines, être solidaires malgré la terreur du régime milicien et le contrôle de l’occupant et rester unis jusque dans les camps ainsi que l’indique leur devise « Unis comme à Eysses ».
Avant d'être livrés aux nazis, conscients du sort qui les attendait, ils s'étaient promis que les Parisiens qui survivraient se retrouveraient le 19 du mois suivant leur libération, à 19h (en référence au 19 février 1944), au café Le Brébant, à Paris. Ils sont une trentaine à se retrouver à Paris le 19 mai 1945, moins de trois semaines après leur libération des camps de concentration, pour créer l’Amicale des anciens détenus patriotes de la Centrale d'Eysses, « afin de maintenir vivants la solidarité, l'esprit combatif qui ont fait d'Eysses, sous la répression, une des forteresses de la résistance patriotique ». Le premier bulletin trimestriel de l'Amicale paraît le 19 juin 1945.
Dès les 4 et 5 août 1945, 483 anciens d'Eysses survivants des camps se retrouvent à Villeneuve-sur-Lot, pour le congrès fondateur de l'Amicale d'Eysses. L'amicale compte 800 adhérents en 1952, soit presque la totalité des survivants. Le premier Comité directeur de l'Amicale reflète la diversité politique des anciens d'Eysses, selon la devise qui perdure aujourd'hui encore : « Unis comme à Eysses ».
L'Amicale d'Eysses joue un rôle actif pour faire juger les responsables de la répression. Le milicien directeur Schivo, jugé par la Cour de justice du Lot-et-Garonne le 13 mars 1946, est condamné à mort pour la répression de l’insurrection du 19 février 1944 et la livraison des détenus aux Allemands le 30 mai 1944, et fusillé à Agen le 29 mai 1946.
L'Amicale travaille à la reconnaissance de l’action résistante du collectif des détenus d’Eysses et à sa constitution en bataillon FFI, et obtient que le mur des fusillés, témoignage « de la seule révolte armée en milieu carcéral et de sa répression », soit classé à l’inventaire supplémentaire des monuments historiques.
L'Amicale d'Eysses obtient l'attribution du titre de « déporté-résistant » à chaque ancien déporté d'Eysses. Elle organise chaque année des cérémonies à la mémoire des fusillés d'Eysses et des morts en déportation, à Paris sous l'Arc de Triomphe et devant le Mur des fusillés de la prison d'Eysses à Villeneuve-sur-Lot .
L'Amicale a constitué un important fonds de documents sur l'histoire du Bataillon d'Eysses (photos, courriers, journaux et messages clandestins, cahiers, affiches, objets, témoignages écrits, témoignages audios...) conservés au Musée de la Résistance Nationale de Champigny. Un ensemble de 133 de ces documents est visible sur site du Musée de la Résistance en ligne.

### L'Association pour la Mémoire  des  résistants emprisonnés à Eysses et déportés à Dachau

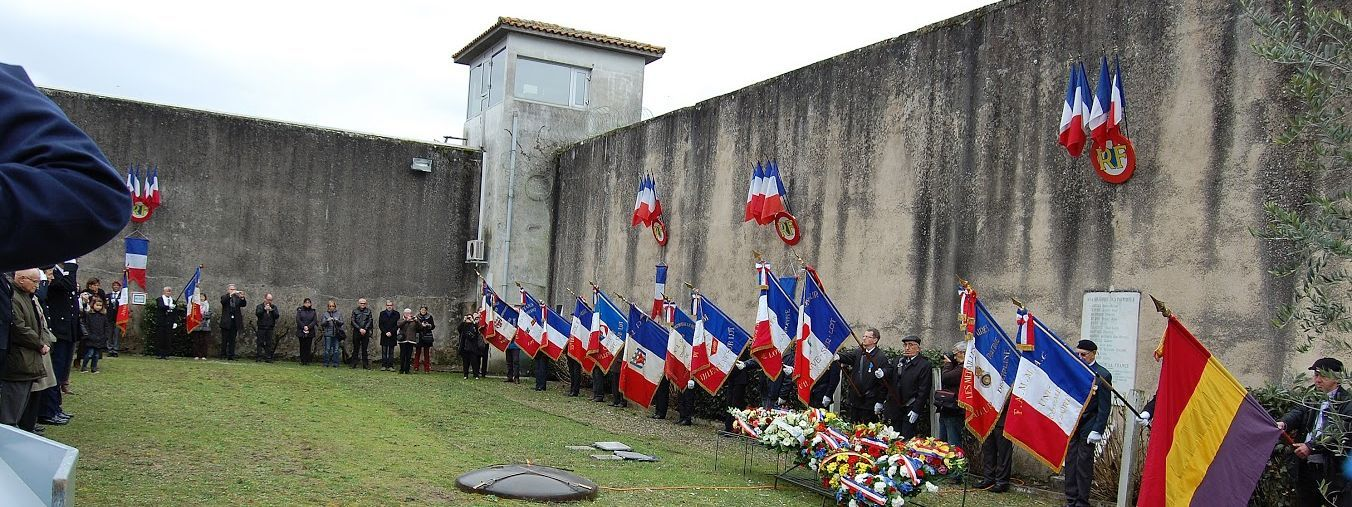
Cérémonie commémorative devant le Mur des fusillés d'Eysses

L'Amicale est devenue en 2003 l'« Association pour la Mémoire des résistants emprisonnés à Eysses et déportés à Dachau ».
Elle réalise un important travail de mémoire – livres, films, expositions, site Internet –, assure la publication d'un bulletin trimestriel de liaison et d'information (diffusé à 700 exemplaires en 2017) et organise chaque dernier week-end du mois de février des cérémonies de commémoration à Eysses.
Le 27 mai, journée nationale de la Résistance, elle participe avec la Fondation de la Résistance à la cérémonie de ravivage de la flamme sous l'Arc de Triomphe à Paris.
Parmi ses nombreuses activités pour la mémoire des résistants d'Eysses, l'Association travaille en 2017 à promouvoir un « Pôle mémoire de la déportation » à la gare de Penne d’Agenais, à permettre l'ouverture au public du Mur des fusillés de la prison d'Eysses afin d'y créer un véritable mémorial d'Eysses, et à la création d'un « Musée de la résistance d’Eysses » à Villeneuve sur Lot.
L'histoire d'Eysses est évoquée en bande dessinée par le petit-fils d'un des détenus d'Eysses, dans l'ouvrage Ma guerre, de La Rochelle à Dachau.
Un ensemble détaillé de sources sur ces événements est donné par le Musée de la Résistance en ligne.

### Filmographie et discographie
- Eysses, une épopée résistante, film documentaire de Stéphane Bihan, diffusé sur France 3 Aquitaine le 14 novembre 2015.
- Eysses, une prison dans la Résistance, film documentaire produit par l'Amicale d'Eysses en 1987, réalisé par Henri Zenou
- Disque 33 Tours  « Eysses, de la résistance à la déportation », 1962.